# دورين كوبر
دورين كوبر هي كاتبة يوميات سريلانكية، ولدت في 30 ديسمبر 1907، وتوفيت في 1 أغسطس 2003.